# Georg Seeburger
Georg Seeburger (* 7. November 1919 in Karlsruhe; † 8. Januar 2002 in Durmersheim) war ein deutscher Fußballspieler und -trainer.

## Laufbahn
Seeburger trat als Jugendlicher 1933 dem VfB Mühlburg bei und wurde 1936 in dessen erste Mannschaft übernommen, in der er am 3. Oktober 1937 beim Auswärtsspiel gegen den Freiburger FC in der Gauliga Baden debütierte und bald einen Stammplatz im Angriff des Karlsruher Stadtteilvereines innehatte. In der Saison 1938/39 bestritt der vorwiegend auf der linken Angriffsseite eingesetzte Stürmer 14 von 18 Rundenspielen und der VfB belegte den fünften Rang. Am 25. September 1938 erzielte er beim 4:1-Erfolg gegen den VfL Neckarau drei Treffer. Bis Kriegsende spielte der VfB in der damals höchsten Spielklasse, der Gauliga Baden, nach Kriegsende zwei Jahre in der zweitklassigen Landesliga Nordbaden, die man 1946/47 als Meister abschloss und in die Oberliga Süd aufstieg. Mit dem Startspiel des VfB am 7. September 1947, einer 0:3-Heimniederlage gegen Kickers Stuttgart, debütierte Seeburger als Mittelstürmer im damaligen WM-System in der Oberliga Süd. Mit dem Nachholspiel am 4. Juli 1948 endete nach 38 Ligaspielen die Saison in einer 20er-Staffel auf dem 14. Rang. Seeburger hatte in 25 Einsätzen vier Tore erzielt.
Am 18. April 1949 absolvierte Seeburger sein 400. Ligaspiel für den VfB Mühlburg. Bald danach warf ihn eine Verletzung, die er sich in einem Spiel gegen den FC St. Pauli zugezogen hatte, zurück. Er kämpfte sich anschließend über die Reservemannschaft zurück in den Kader, aufgrund einer neuerlichen Verletzung musste er aber 1953 seine aktive Karriere als 33-Jähriger beenden. In der Fußball-Oberliga Süd kam er von 1947 bis 1952 auf insgesamt 63 Spiele und erzielte sechs Tore.
Seeburger, der bereits bei der am 16. Oktober 1952 vollzogenen Fusion des VfB Mühlburg mit dem FC Phönix zum Karlsruher SC tatkräftig mitgewirkt hatte, übernahm anschließend die Leitung der Amateurabteilung und trainierte die KSC-Amateure bis 1960. Von 1964 bis 1966 und in der Saison 1967/68 übernahm er das Traineramt beim Karlsruher FV, danach zog er sich vom Fußballsport zurück. Der zweifache Familienvater war bei der Brauerei Sinner in Karlsruhe beschäftigt und hatte viel Freude an der Hobbygärtnerei und dem Briefmarkensammeln.